# Jan-Eric Sundgren

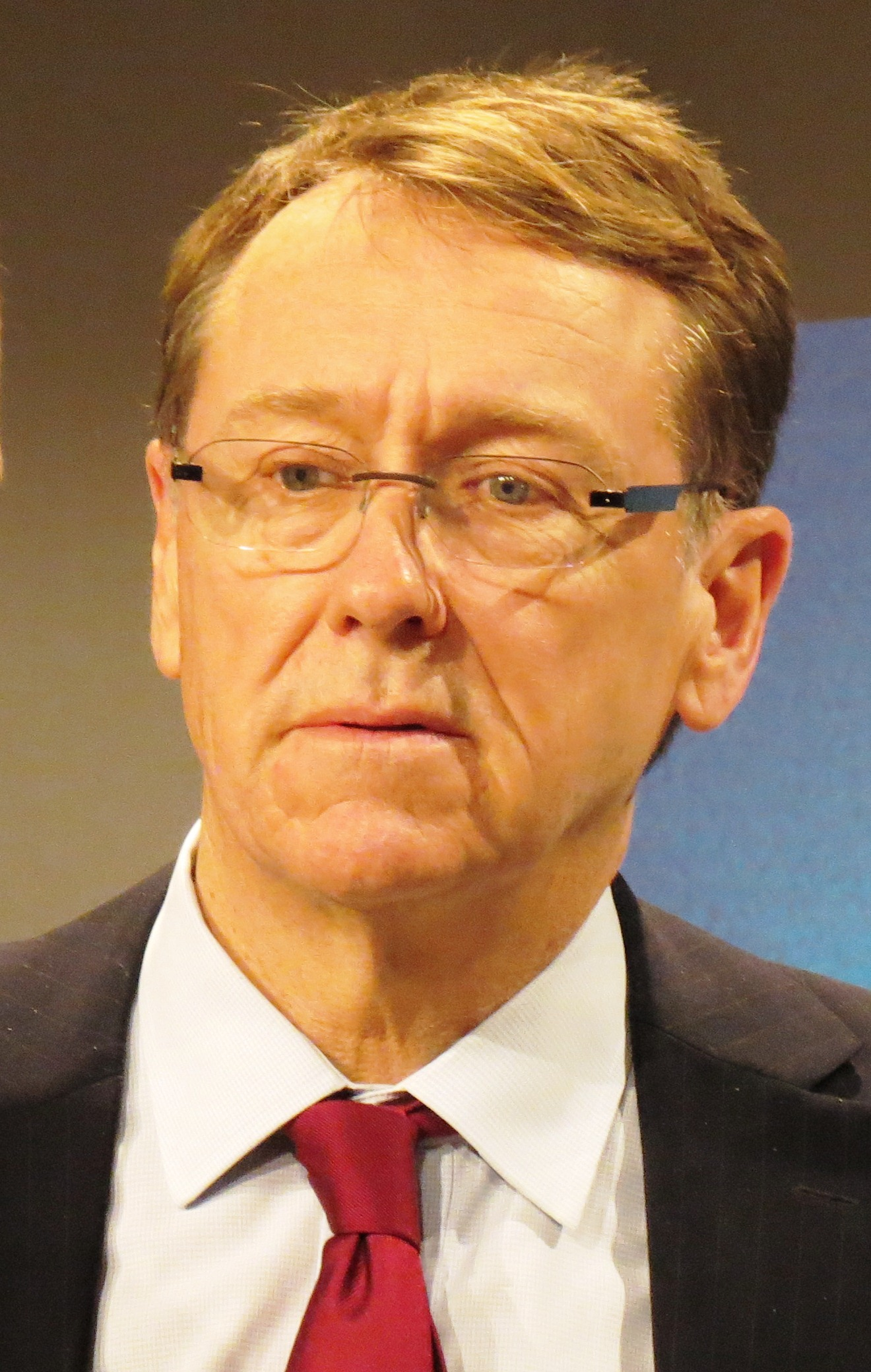
Jan-Eric Sundgren 2013.

Jan-Eric Sundgren, född 1951, är en svensk civilingenjör, tekn.dr., professor och akademisk ledare. Han var 2006–2013 ledamot av AB Volvos koncernledning.

## Utbildning
Sundgren studerade till civilingenjör med inriktning mot teknisk fysik och elektroteknik ("Y"), och tog examen vid Linköpings tekniska högskola 1974. En kortare period studerade han företagsekonomi vid dåvarande Högskolan i Karlstad innan han tog anställning hos Telefon AB L.M. Ericsson 1975.
Två år senare var han tillbaka på Campus Valla i Linköping för att inleda forskarstudier i fysik. Han disputerade vid Linköpings universitet i maj 1982 på avhandlingen Formation and characterization of titanium nitride and titanium carbide films prepared by reactive sputtering.

## Akademisk karriär
Mellan 1985 och 1986 var Sundgren verksam vid University of Illinois, Urbana, USA, men återvände sen till Linköping, där han installerades som professor i tunnfilmsfysik 1990. Perioden 1995-1998 delade han sitt arbete mellan universitetet och Teknikvetenskapliga forskningsrådet TFR, där han var huvudsekreterare med 50 % tjänst. Tidigare har han varit verksam inom Naturvetenskapliga forskningsrådet NFR. Han är också vice preses i Kungl. Ingenjörsvetenskapsakademien. Andra uppdrag innefattar positioner inom EU:s ramprogram.
År 1998 erbjöds Sundgren anställning som rektor för Chalmers tekniska högskola med ett förordnande till november 2006. Ett år före förordnandets utgång meddelade dock Sundgren att han tackat ja till ett uppdrag i Volvos koncernledning för att där ansvara för teknik- och forskningsfrågor samt emissions- och miljöfrågor. Sundgren efterträddes 2006 på rektorsposten av Karin Markides.

## Forskning
Sundgrens forskning inom tunnfilmsfysiken tog sin början under ledning av tunnfilmspionjären professor Stig Hagström, för vilken Sundgren författade sitt examensarbete och påbörjade sina doktorandstudier. Hans senare forskning har dels bestått i nyfikenhetsforskning kring uppbyggnaden av tunna ytskikt, dels i tillämpade studier av hårda och nötningsbeständiga skikt. Mer än 25 doktorander har examinerats under Sundgrens handledning. Han erhöll Jacob Wallenbergs stipendium 1984, och 1995 blev han förste europé att få motta the John Thornton memorial award.